# Windhoek-Otjomuise
Otjomuise (Otjiherero für "Platz des Rauchs") ist eine Vorstadt bzw. Stadtteil der namibischen Landeshauptstadt Windhoek, in der Region Khomas.
Der Stadtteil Windhoek-Otjomuise befindet sich im äußersten Westen der Stadt, südlich von Windhoek-Goreangab sowie westlich von Windhoek-Khomasdal. Der Stadtteil grenzt im Süden an die namibische Hauptstraße C28.
Durch Otjomuise fließt, vom Südosten her kommend in Richtung Südwesten, ein Trockenfluss bzw. Rivier. Er mündet in den Otjiseru, welcher selbst anschließend in den Swakop mündet.

## Öffentliche Einrichtungen
- Polizeistation
- Feuerwache
- Klinik
- Gemeinschaftskirche The Potters House
- Chairman Mao Zedong High School

In Windhoek-Otjomuise gibt es zudem u. a. zwei weitere Grundschulen sowie ein Stadtteilzentrum für Kinder.